# Dschemdet-Nasr-Zeit
Die Dschemdet-Nasr-Zeit ist eine prähistorische, kulturelle Entwicklungsstufe Mesopotamiens. Sie war aus der Uruk-Zeit hervorgegangen und wurde anschließend vom Frühdynastikum abgelöst. Ihr relativ begrenztes Verbreitungsgebiet erstreckt sich vor allem auf das Zentrum und den Süden des Irak. Zeitlich wird sie in den Zeitraum 3100–2900 v. Chr. datiert.

## Etymologie und Typlokalität
Die Bezeichnung Ǧemdet-Nasr-Zeit (= ISO, deutsche Umschrift Dschemdet-Nasr, englisch Jemdet Nasr, auch Djemdet Nasr) entspricht der im irakischen Babil-Gouvernement gelegenen, eponymen Typlokalität. Dieser archäologische Fundplatz wurde 1926 erstmals von Stephen Langdon ausgegraben.

## Geschichte
Stephen Langdon arbeitete 1925 an Ausgrabungen in Kisch, als ihm von Einheimischen mehrere Tontafeln und Keramikstücke gezeigt wurden, welche aus Dschemdet Nasr stammten. Langdon war beeindruckt und so untersuchte er im darauffolgenden Jahr die Typlokalität. Er konnte einen großen Tonziegelbau freilegen, in dem sich zusammen mit Keramik über 150 Tontafeln mit Keilschrifttext befanden. Dieser bedeutende Fund führte zu einer Konferenz in Bagdad im Jahr 1930, bei der die Ğemdet Nasr-Zeit zusammen mit der Uruk-Zeit und der Obed-Zeit offiziell festgelegt wurden.

## Chronologie
Die Ğemdet Nasr-Zeit korreliert in Uruk mit der Schicht Uruk III (vergleichbare, archaische Tontafelfunde stammten aus Uruk III b), die dem Zeitraum 3100–2900 v. Chr. entspricht. In Obermesopotamien (Ninive) gilt der Horizont Ninive V als gleichzeitig. Im Iran stellt die protoelamische Stufe ein Äquivalent dar. Früher war die Ğemdet Nasr-Zeit noch in den Zeitraum 3200 bis 3000 v. Chr. gestellt worden, mittlerweile haben aber absolute Radiokarbondatierungen ebenfalls Alter von 3100 bis 2900 v. Chr. erbracht.

## Charakterisierung

### Keramik

Auflistung hergestellter Töpferwaren in Proto-Keilschrift

Die Ğemdet Nasr-Zeit wird vor allem durch ein- und mehrfarbig (polychrom) bemalte Keramikfunde gekennzeichnet. Die Motive sind sowohl geometrischer als auch figürlicher Natur. Die Farbgebung geometrischer Keramiken geht von rotbraun bis zu gelbgrün, gewöhnlich überwiegen jedoch braune Farbtöne. Auf figürlichen Keramikfundstücken sind Vögel, Fische, Ziegen, Skorpione und Schlangen abgebildet.
Charakteristisch für die Ausführung sind scharf abgesetzte Kanten und weit nach außen gezogene Gefäßränder. Basierend auf Grabungsfunden in Abū Ṣalābīḫ wurden vor allem konisch sich öffnende Schalen (englisch coarse conical bowls) hergestellt. Diese waren meist recht klein und grob gefertigt – ihr Durchmesser an der Öffnung überstieg selten 24 Zentimeter, der Basisdurchmesser schwankte zwischen 5 und 8 Zentimeter und ihre Höhe erreichte nur selten 17 Zentimeter. Dass sie bereits auf einer Töpferscheibe gefertigt wurden, kann an den spiralförmigen Abzugsspuren, die vom Abzugsdraht bzw. -schnur an der Unterseite der Basis hinterlassen wurden, erkannt werden. Die konischen Schalen können je nach Fertigungsmodus des Gefäßrandes in drei Typen unterteilt werden:
- abgerundet – durchschnittlicher Öffnungsdurchmesser: 17 Zentimeter
- abgeflacht und nach außen gezogen – etwas größer – 23 Zentimeter
- Band-artig (englisch band-like rim bowls) – ungewöhnlich – 35 Zentimeter

Als weiterer, eigenständiger Typus fungieren Schalen mit abgefastem Rand (englisch beveled rim bowls oder BRB), die ebenfalls relativ selten vorkommen (wohingegen sie in der ausgehenden Uruk-Zeit noch sehr verbreitet waren). Etwas häufiger wiederum sind Töpfe, die meist in einem Kragenaufsatz abschließen. Sehr selten sind jedoch große Keramiken wie Wannen und Anrichten.

### Keilschrift

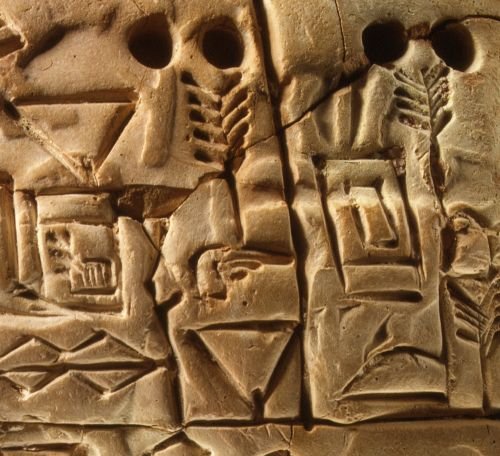
Ausschnitt aus einem administrativen Keilschrifttext, Uruk III

Neben den Keramikfunden zeichnet sich die Ğemdet Nasr-Zeit durch die Herausbildung der Keilschrift aus. Die ältesten Tontafelfunde aus Uruk gehen ins späte vierte Jahrtausend v. Chr. zurück und sind somit etwas älter als die der Ğemdet Nasr-Zeit. Hierbei handelt es sich aber noch um Piktogramme. Während der Ğemdet Nasr-Zeit werden die Schriftzeichen vereinfacht und nehmen abstraktere Formen an. Zu ihrer Darstellung wurden zum ersten Mal Keile verwendet, die in den noch feuchten Ton gedrückt wurden. Es kann folglich erst ab der Ğemdet Nasr-Zeit von einer echten Keilschrift gesprochen werden. Die verwendete Sprache kann nicht mit Sicherheit bestimmt werden, es kann aber von Sumerisch ausgegangen werden. Die Textinhalte dürften ausschließlich Auflistungen administrativer Natur darstellen. Es kamen zwei verschiedene Zählsysteme zur Anwendung: ein Sexagesimalsystem für die Anzahl von Menschen und Tieren sowie ein Bisexagesimalsystem für Nahrungsmittel. Derartige Archivierungen fanden sich in Uruk, in Tell Uqair und in Khafajah.

### Architektur
Während der Ğemdet Nasr-Zeit steigt die Anzahl vorgefundener Palast- bzw. Tempelanlagen stark an. Gegenüber der Uruk-Zeit kam es zu architektonischen Veränderungen. Die vorher übliche Dreiteilung der Gebäude wurde aufgegeben und es wurden komplexere Strukturen errichtet, die aus mehreren funktionalen, sich einander ergänzenden Untereinheiten zusammengesetzt waren. Beispiele hierfür sind der Stampflehmbau von Uruk III und die Tempel-/Palastanlage von Ğemdet Nasr.
In den städtischen Ballungszentren lassen sich jetzt drei Gebäudetypen unterscheiden: Palastanlagen in komplexer Anordnung, Tempelanlagen, die sich an ihrem Innenaufbau zu erkennen geben, und Wohnhäuser, deren quadratischer oder rechteckiger Zentralraum von einer Girlande von Zimmern umgeben wird.
Die komplex aufgebauten Palastanlagen setzten sich aus aneinandergereihten, autonomen Gebäuden zusammen, die durch lange, interne Korridore miteinander in Verbindung standen. Die meisten dieser Einheiten besaßen auch ein Obergeschoss. Diese Anlagen erfüllten zweifelsohne Verwaltungsaufgaben und ihre Untergeschosse dienten wahrscheinlich als Magazine. Die Räumlichkeiten im Obergeschoss dürften für den König als Residenz reserviert gewesen sein, in denen er auch repräsentative Anlässe wahrnehmen konnte.

## Handelsbeziehungen
Gegenüber der Uruk-Zeit weiteten sich die Handelsbeziehungen Südmesopotamiens während der Ğemdet Nasr-Zeit beträchtlich aus. Sie erstreckten sich nach Elam (Susa), ans Kaspische Meer (Tepe Sialk und Tepe Hissar im Iran), nach Alişar Höyük in Anatolien, nach Nordsyrien, Phönizien, Palästina und nach Oman. Auch mit dem frühdynastischen Ägypten bestanden Kontakte.

## Weitere Artefaktenfunde

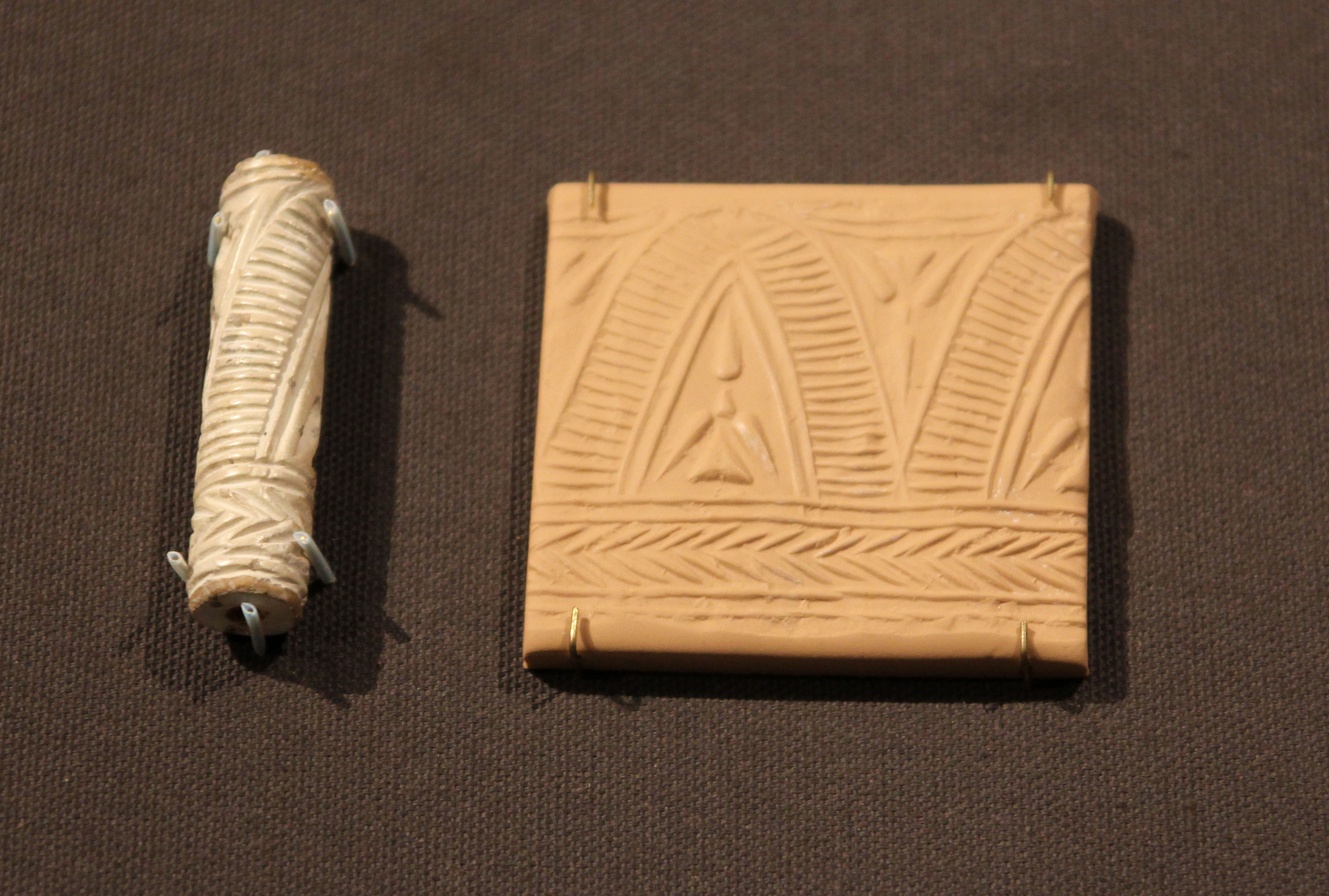
Rollsiegel aus glasiertem Steatit mit modernem Abdruck – Khafajah

Für administrative Zwecke fanden sich neben Tontafeln auch Rollsiegel sowie allgemeine Versiegelungen.
Für Ernährungszwecke wurden Gerste (Hordeum sativum) und Weizen (Triticum monococcum und Triticum dicoccum) angebaut, wie Kornfunde belegen. Geerntet wurde offensichtlich mit Handsicheln, die entweder aus gebranntem Ton hergestellt wurden oder aus Holz, das mit importierten Steinklingen besetzt war. Der verwendete Chert stammte aus Chusestan oder vom Mittellauf des Euphrat. Knochenfunde lassen auf die Haltung von Schafen und Ziegen (für Milch, Wolle und Fleisch) schließen, Schweine und Rinder sind jedoch vergleichsweise selten. Fischfang war sehr bedeutend und gejagt wurden offensichtlich Gazellen. Aufgefundene Spindeln bezeugen die Wollverarbeitung.
Im Flechthandwerk wurde Bitumen, der in rechteckigen „Ziegeln“ gehandelt wurde, u. a. zur Herstellung von Körben und Matten verwendet.
Als Schmuck fungierten gebrannte Tonperlen und Anhänger aus Stein. Unter den Kunstgegenständen sind kleine Tonfigurinen und Statuetten aus Stein anzuführen.

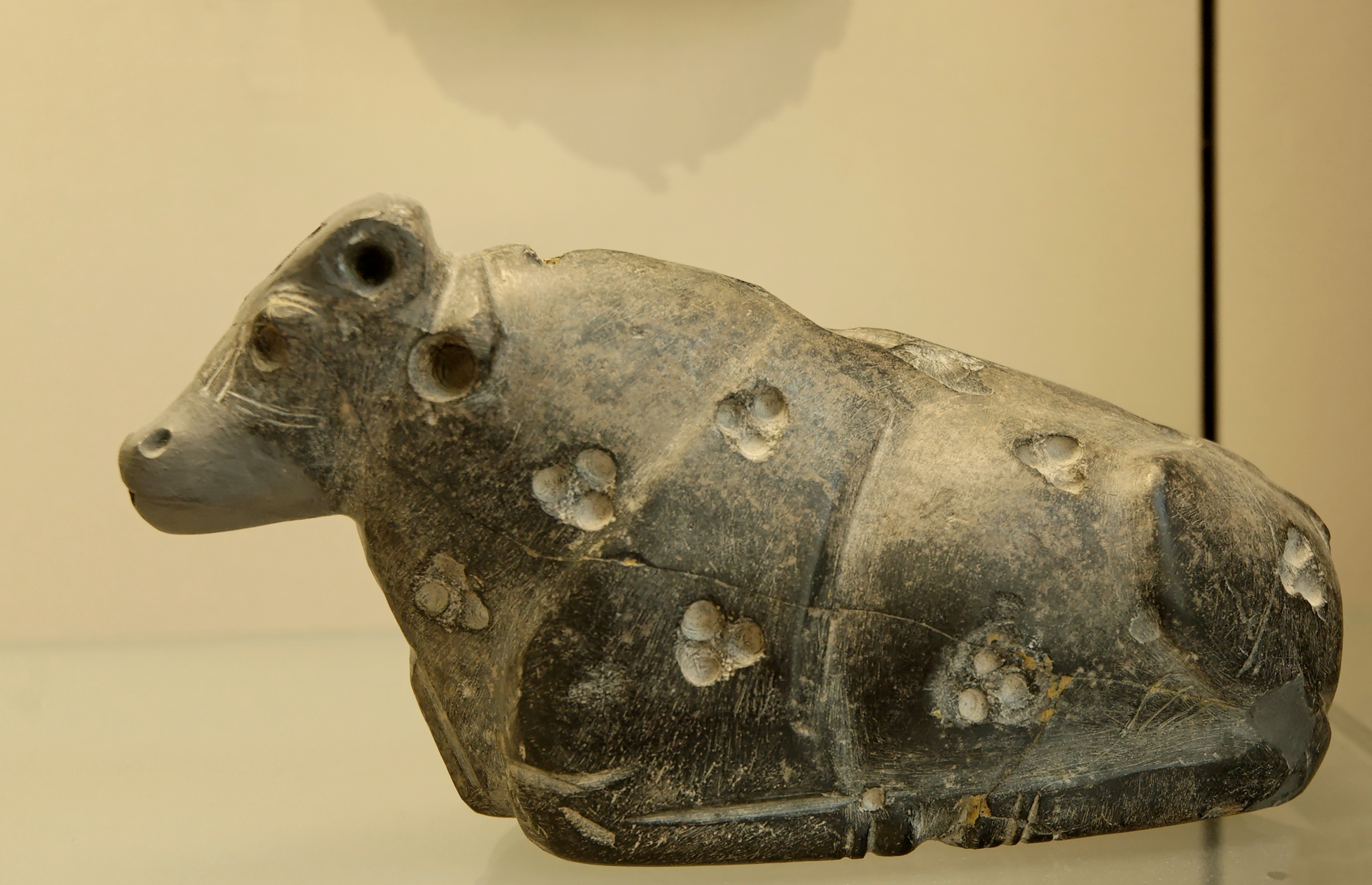
Sitzender Stier aus schwarzem Marmor, Fundort Uruk, jetzt im Louvre
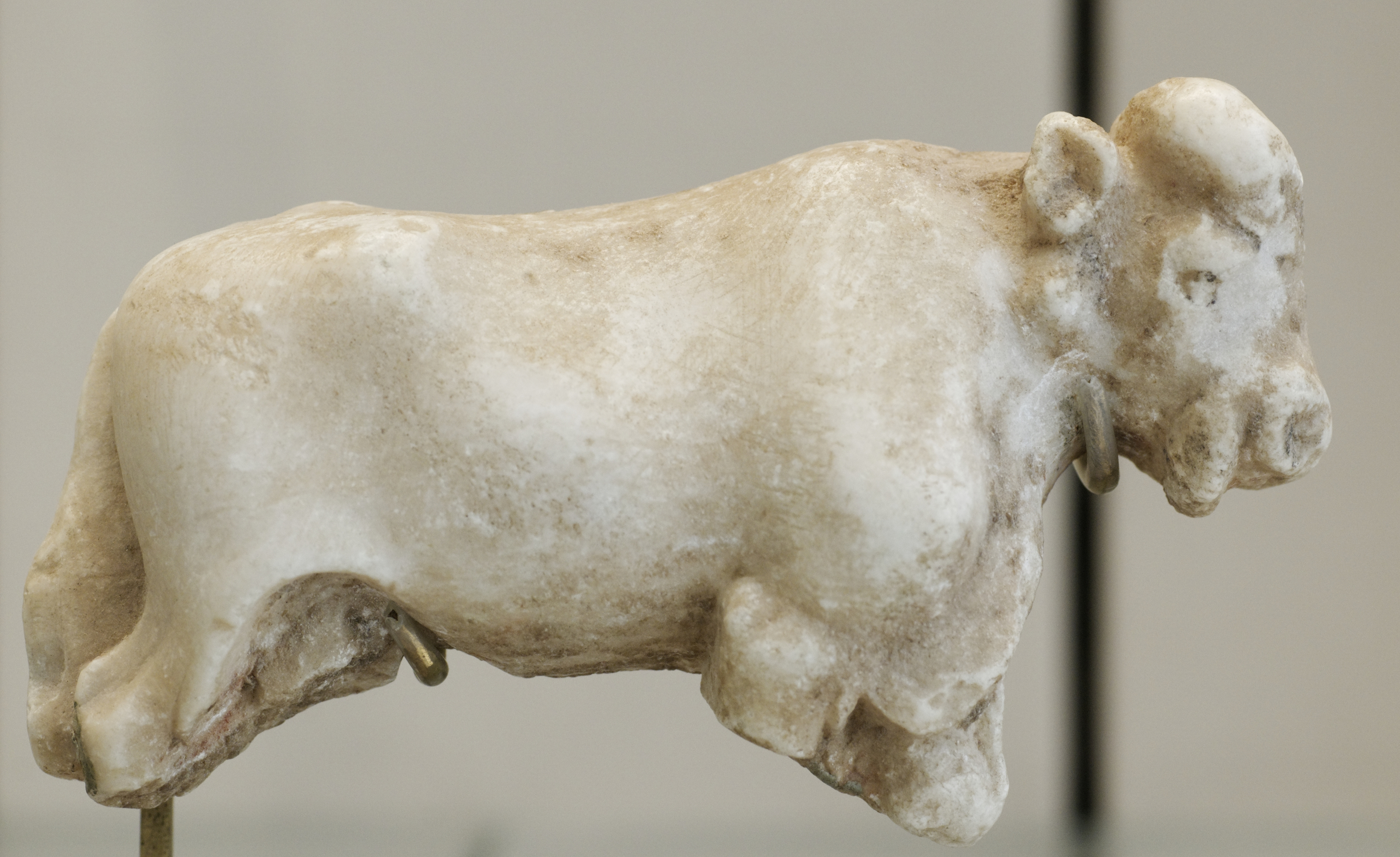
Stierfigurine aus Kalkstein, Uruk, ebenfalls im Louvre

## Fundstellen

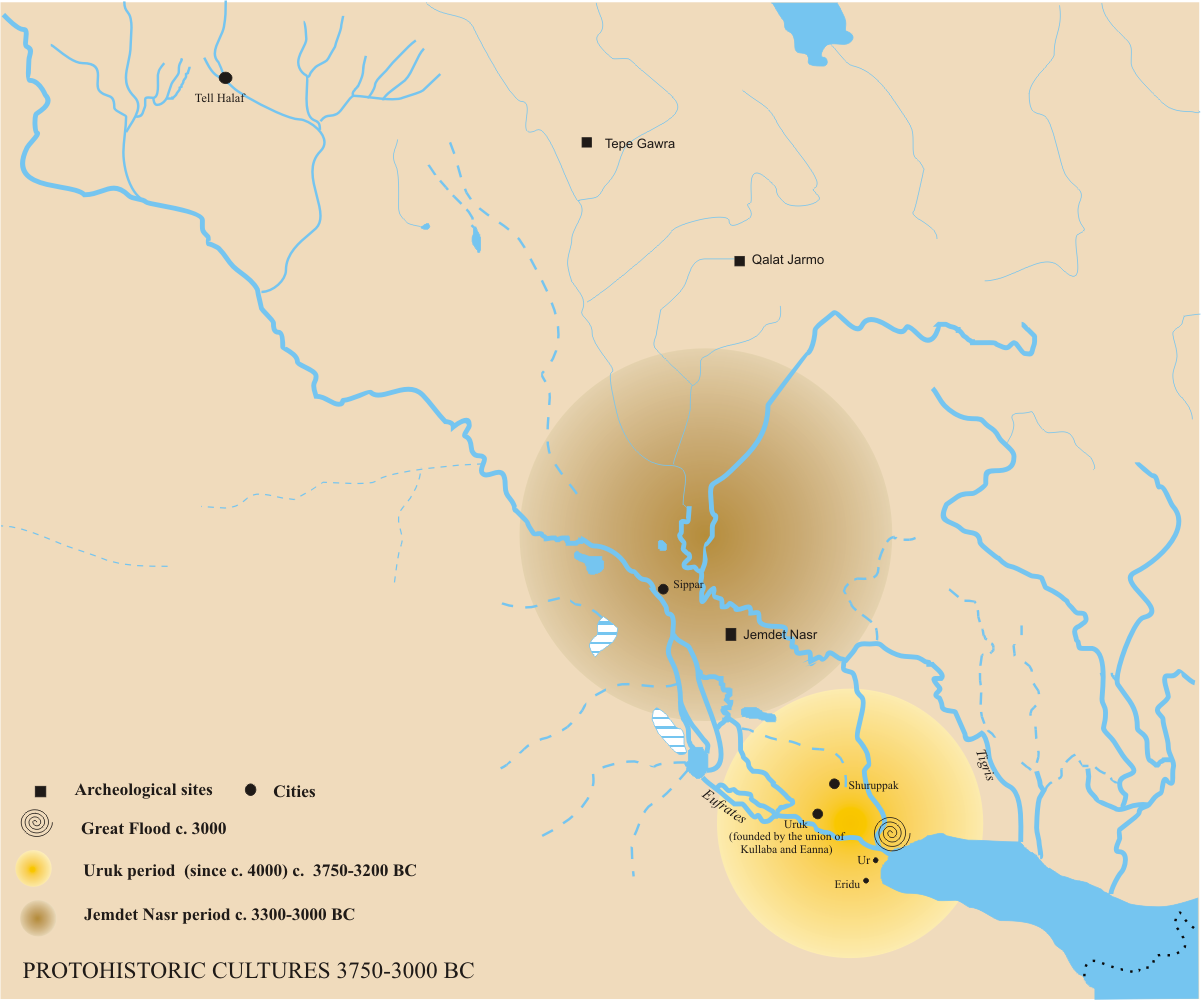
Das Verbreitungsgebiet der Ğemdet Nasr-Zeit im Vergleich zur vorangegangenen Uruk-Zeit

Abgesehen von der Typlokalität wurden Artefakte der Ğemdet Nasr-Zeit noch in folgenden Fundstellen angetroffen:
- Abū Ṣalābīḫ
- Hamrin (Tell Gubba)
- Khafajah
- Nippur
- Šuruppak (Tell Fara)
- Tell Uqair
- Ur
- Uruk